# Walter Hruby
Walter Hruby (* 21. Juli 1947 in Wien) ist ein österreichischer Radiologe.

## Karriere
Hruby studierte Medizin an der Universität Wien und erlangte 1973 seinen Abschluss. 1980 erlangte Walter Hruby seinen Abschluss als Facharzt in Radiologie und leitete ab 1988 als Vorstand das Institut für Röntgendiagnostik im Donauspital des Sozialmedizinischen Zentrums Ost der Stadt Wien. Im Jahre 1990 habilitierte Hruby im Fach Radiologie zum Universitätsdozenten und erhielt 1995 vom Bundespräsidenten den Berufstitel Außerordentlicher Universitätsprofessor verliehen; seit 2002 ist er zur Führung des Berufstitels Universitätsprofessor berechtigt.
Walter Hruby ist der Vorstand des Instituts für Röntgendiagnostik im Donauspital des Sozialmedizinischen Zentrums Ost der Stadt Wien und seit 2010 Medizinischer Koordinator des Krankenhauses Nord des Donauspitals.

### PACS
Walter Hruby hat 1992 wohl als erster ein krankenhausweites digitales Bildarchivierungs- und -kommunikationssystem (PACS) ohne herkömmliche Röntgenfilme im Wiener Donauspital eingerichtet und damit die weltweite Entwicklung der digitalen Radiologie maßgeblich beeinflusst. Die Einführung eines solchen Systems ermöglichte den radiologischen Abteilungen die Umstellung von der analogen auf die digitale Bildanalyse mit einer Vielzahl an zusätzlichen diagnostischen Möglichkeiten und einer damit einhergehenden stark verbesserten diagnostischen Qualität, ohne dabei höhere Kosten zu verursachen.

## Auszeichnungen und Mitgliedschaften
Walter Hruby erhielt im Jahre 2008 das Goldene Ehrenzeichen der Stadt Wien.
Bis Oktober 2010 war Walter Hruby Präsident der Österreichischen Röntgengesellschaft und er war außerdem Vizepräsident des Verbands der ärztlichen Direktoren und Primarärzte Österreichs.
Im Jahre 2012 wurde Walter Hruby die Ehrenmitgliedschaft in der Deutschen Röntgengesellschaft und des Verbandes für Medizinischen Strahlenschutz verliehen. Walter Hruby ist seit 2015 Präsident der Gesellschaft der Ärzte in Wien und Mitglied im wissenschaftlichen Beirat des ÖAMTC.

## Publikationen
Walter Hruby hat mit Stand 2013 219 wissenschaftliche Publikationen veröffentlicht (davon 60 spezielle im Bereich der digitalen Radiologie) und als Hauptautor das Sachbuch Digital (R)Evolution in Radiology: Bridging the Future of Health Care (ISBN 978-3-211-20815-1) geschrieben.
Auswahl an wissenschaftlichen Publikationen:
- Michael Urban, Harald R. Rosen, Nikolaus Hölbling, Wolfgang Feil, Gerhard Hochwarther, Walter Hruby, Rudolf Schiessel: MR Imaging for the Preoperative Planning of Sphincter-saving Surgery for Tumors of the Lower Third of the Rectum: Use of Intravenous and Endorectal Contrast Materials. In: RSNA Radiology. Band 212, Nr. 2, Februar 2000, doi:10.1148/radiology.214.2.r00fe08503 (englisch).
- Brigitte Holzer, Michael Urban, Nikolaus Hölbling, Wolfgang Feil, Gabriele Novi, Walter Hruby, Harald R. Rosen, Rudolf Schiessel: Magnetic resonance imaging predicts sphincter invasion of low rectal cancer and influences selection of operation. In: Elsevier (Hrsg.): Surgery. Band 133, Nr. 6, Juni 2003, S. 656–661, doi:10.1067/msy.2003.150 (englisch).
- Wolfgang Krampla, Fahmy Aboul-Enein, Julia Jecel, Wilfried Lang, Elisabeth Fertl, Walter Hruby, Wolfgang Kristoferitsch: Spinal cord lesions in patients with neuromyelitis optica: a retrospective long-term MRI follow-up study. In: Springer (Hrsg.): European Radiology. Band 19, Nr. 10, Oktober 2009, S. 2535–2543, doi:10.1007/s00330-009-1425-3 (englisch).
- Gerald Pärtan, Rudolf Mayrhofer, Michael Urban, Manfred Wassipaul, Ludwig Pichler, Walter Hruby: Diagnostic performance of liquid crystal and cathode-ray-tube monitors in brain computed tomography. In: Springer (Hrsg.): European Radiology. Band 13, Nr. 10, Oktober 2003, S. 2397–2401, doi:10.1007/s00330-003-1822-y (englisch).